# Peter Sjölund (fotbollsspelare)
Peter Sjölund, född den 12 december 1980 i Finström, är en åländsk före detta fotbollsspelare som bland annat spelat för IFK Mariehamn och IK Sirius. Han är bror till fotbollsspelarna Daniel Sjölund och Annica Sjölund.
Han har efter spelarkarriären varit aktiv som ungdomstränare.